# Bunopachylus
Genre
Bunopachylus est un genre d'opilions laniatores de la famille des Gonyleptidae.

## Distribution
Les espèces de ce genre sont endémiques du Brésil.

## Liste des espèces
Selon World Catalogue of Opiliones (18/09/2021) :
- Bunopachylus armatissimus (Roewer, 1913)
- Bunopachylus occultus Carvalho, Kury & Hara, 2021
- Bunopachylus orientalis (Roewer, 1913)

## Publication originale
- Roewer, 1943 : « Über Gonyleptiden. Weitere Weberknechte (Arachn., Opil.) XI. » Senckenbergiana, vol. 26, p. 12–68.